# Ernest Bonacoscia
Ernest Bonacoscia, né le 25 mars 1929 à Massa en Italie, et mort le 31 décembre 2017 à Bastia (Haute-Corse), est résistant puis un militaire durant la Seconde Guerre mondiale.

## Biographie
Agent de liaison pour Dominique Vincetti, il aide aux débarquements des armes par le Casabianca, il guide les goumiers marocains de Saint-Florent au col de Teghime, décoré par le général Henri Giraud de la Croix de guerre 1939-1945 en octobre 1943 qui fait de lui le plus jeune récipiendaire à l'âge de 14 ans.
Il participe avec les Commandos d'Afrique au débarquement sur l’île d’Elbe, le 14 juin 1944 est au Débarquement de Provence, il terminera le conflit en Allemagne en tant que soldat, à l’âge de 16 ans.
Il poursuivra sa carrière dans les rangs des parachutistes, s'illustrant à Madagascar (1947), puis en Tunisie, Indochine, Corée et Algérie.

## Distinctions
- Officier de la Légion d'honneur (2004)[5]
- Médaille militaire
- Officier de l'Ordre national du Mérite
- Croix de guerre 1939-1945
- Croix de guerre TOE